# Fidżi na Letnich Igrzyskach Olimpijskich 2020
Fidżi na Letnich Igrzyskach Olimpijskich 2020 – występ kadry sportowców reprezentujących Fidżi na igrzyskach olimpijskich, które odbyły się w Tokio w Japonii, w dniach 23 lipca – 8 sierpnia 2021 roku.
Reprezentacja Fidżi liczyła trzydziestu jeden zawodników – szesnastu mężczyzn i piętnaście kobiet, którzy wystąpili w 6 dyscyplinach.
Był to piętnasty start tego kraju na letnich igrzyskach olimpijskich.

## Zdobyte medale
| Medal | Zawodnik | Dyscyplina | Konkurencja      | Rezultat                                                                     | Data          |
| ----- | --- | ---------- | ---------------- | ---------------------------------------------------------------------------- | ------------- |
| Złoto | Reprezentacja w rugby 7 mężczyzn Josua Vakurunabili Iosefo Masi Kalione Nasoko Jiuta Wainiqolo Asaeli Tuivuaka Meli Derenalagi Vilimoni Botitu Waisea Nacuqu Jerry Tuwai Semi Radradra Aminiasi Tuimaba Napolioni Bolaca Sireli Maqala | Rugby 7    | turniej mężczyzn | W finale zwycięstwo 27:12 nad reprezentacją Nowej Zelandii                   | 28 lipca 2021 |
| Brąz  | Reprezentacja w rugby 7 kobiet Lavena Cavuru Raijieli Daveau Sesenieli Donu Laisana Likuceva Rusila Nagasau Ana Naimasi Alowesi Nakoci Roela Radiniyavuni Viniana Riwai Tokasa Seniyasi Vasiti Solikoviti Reapi Uluinasau              | Rugby 7    | turniej kobiet   | W meczu o brązowy medal zwycięstwo 21:12 nad reprezentacją Wielkiej Brytanii | 31 lipca 2021 |

## Reprezentanci

### Judo
| Zawodnik        | Konkurencja        | 1/16             | 1/8              | Ćwierćfinał      | Półfinał         | Repasaż          | Finał/BM         | Finał/BM |
| Zawodnik        | Konkurencja        | Przeciwnik Wynik | Przeciwnik Wynik | Przeciwnik Wynik | Przeciwnik Wynik | Przeciwnik Wynik | Przeciwnik Wynik | Miejsce  |
| --------------- | ------------------ | ---------------- | ---------------- | ---------------- | ---------------- | ---------------- | ---------------- | -------- |
| Tevita Takayawa | do 100 kg mężczyzn | Kukolj P 000–010 | NQ               | NQ               | NQ               | NQ               | NQ               | NQ       |

### Lekkoatletyka
| Zawodnik           | Konkurencja            | Eliminacje | Eliminacje | Ćwierćfinał | Ćwierćfinał | Półfinał | Półfinał | Finał | Finał   |
| Zawodnik           | Konkurencja            | Czas       | Miejsce    | Czas        | Miejsce     | Czas     | Miejsce  | Czas  | Miejsce |
| ------------------ | ---------------------- | ---------- | ---------- | ----------- | ----------- | -------- | -------- | ----- | ------- |
| Banuve Tabakaucoro | Bieg na 100 m mężczyzn | 10,59      | 6. Q       | 10,70       | 56.         | NQ       | NQ       | NQ    | NQ      |

### Rugby 7

#### Turniej mężczyzn
Skład
Josua Vakurunabili
Iosefo Masi
Kalione Nasoko
Jiuta Wainiqolo
Asaeli Tuivuaka
Meli Derenalagi
Vilimoni Botitu
Waisea Nacuqu
Jerry Tuwai (kapitan)
Semi Radradra
Aminiasi Tuimaba
Napolioni Bolaca
Sireli Maqala
Trener:  Gareth Baber
Faza grupowa
| Drużyna         | M | W | R | P | +  | –  | +/- | Pkt |
| --------------- | - | - | - | - | -- | -- | --- | --- |
| Fidżi           | 3 | 3 | 0 | 0 | 85 | 40 | +45 | 9   |
| Wielka Brytania | 3 | 2 | 0 | 1 | 65 | 33 | +32 | 7   |
| Kanada          | 3 | 1 | 0 | 2 | 50 | 64 | -14 | 5   |
| Japonia         | 3 | 0 | 0 | 3 | 31 | 94 | -63 | 3   |

| 26 lipca 20219:00 | Fidżi                                        | 24:19(12:14) | Japonia                                               | Tokyo Stadium, Tokio Sędzia: Damon Murphy |
| 26 lipca 20219:00 | Nacuqu 12 (2P pd) Wainiqolo 5 (P) Masi 5 (P) | 24:19(12:14) | Matsui 5 (P) Tuqiri 5 (P) Soejima 5 (P) Fujita 2 (pd) | Tokyo Stadium, Tokio Sędzia: Damon Murphy |
| 26 lipca 20219:00 | Żółte kartki: · 14' Naiqato                  | 24:19(12:14) |                                                       | Tokyo Stadium, Tokio Sędzia: Damon Murphy |

| 26 lipca 202117:00 | Fidżi                                                                        | 28:14(14:7) | Kanada                           | Tokyo Stadium, Tokio Sędzia: Jordan Way |
| 26 lipca 202117:00 | Bolaca 9 (P 2pd) Wainiqolo 5 (P) Tuivuaka 5 (P) Tuimaba 5 (P) Nacuqu 4 (2pd) | 28:14(14:7) | Hirayama 9 (P 2pd) Douglas 5 (P) | Tokyo Stadium, Tokio Sędzia: Jordan Way |
| 26 lipca 202117:00 | Żółte kartki: · 1' Mullins                                                   | 28:14(14:7) |                                  | Tokyo Stadium, Tokio Sędzia: Jordan Way |

| 27 lipca 20219:30 | Fidżi                                                                                    | 33:7(19:0) | Wielka Brytania           | Tokyo Stadium, Tokio Sędzia: James Doleman |
| 27 lipca 20219:30 | Tuivuaka 10 (2P) Bolaca 6 (3pd) Wainiqolo 5 (P) Maqala 5 (P) Tuimaba 5 (P) Nasoko 2 (pd) | 33:7(19:0) | Harris 5 (P) Bibby 2 (pd) | Tokyo Stadium, Tokio Sędzia: James Doleman |

Faza pucharowa
Ćwierćfinał
| 27 lipca 202119:00 | Fidżi                                                   | 19:0(7:0) | Australia | Tokyo Stadium, Tokio Sędzia: Craig Evans |
| 27 lipca 202119:00 | Tuwai 10 (2P) Tuimaba 5 (P) Bolaca 2 (pd) Botitu 2 (pd) | 19:0(7:0) |           | Tokyo Stadium, Tokio Sędzia: Craig Evans |

Półfinał
| 28 lipca 202111:30 | Argentyna                             | 14:26(14:12) | Fidżi                                                                                                  | Tokyo Stadium, Tokio Sędzia: James Doleman |
| 28 lipca 202111:30 | Mendy 5 (P) Moneta 5 (P) Mare 4 (2pd) | 14:26(14:12) | Wainiqolo 5 (P) Derenalagi 5 (P) Maqala 5 (P) Radradra 5 (P) Bolaca 2 (pd) Botitu 2 (pd) Nacuqu 2 (pd) | Tokyo Stadium, Tokio Sędzia: James Doleman |

Finał

#### Turniej kobiet
Skład
Lavena Cavuru
Raijieli Daveau
Sesenieli Donu
Laisana Likuceva
Rusila Nagasau (kapitan)
Ana Naimasi
Alowesi Nakoci
Roela Radiniyavuni
Viniana Riwai
Tokasa Seniyasi
Vasiti Solikoviti
Reapi Uluinasau
Trener:  Saiasi Fuli
| Drużyna  | M | W | R | P | +  | –   | +/-  | Pkt |
| -------- | - | - | - | - | -- | --- | ---- | --- |
| Francja  | 3 | 3 | 0 | 0 | 83 | 10  | +73  | 9   |
| Fidżi    | 3 | 2 | 0 | 1 | 72 | 29  | +43  | 7   |
| Kanada   | 3 | 1 | 0 | 2 | 45 | 57  | -12  | 5   |
| Brazylia | 3 | 0 | 0 | 3 | 10 | 114 | -104 | 3   |

| 29 lipca 20219:00 | Francja                                | 12:5(7:5) | Fidżi       | Tokyo Stadium, Tokio Sędzia: Hollie Davidson |
| 29 lipca 20219:00 | Okemba 5 (P) Horta 5 (P) Drouin 2 (pd) | 12:5(7:5) | Riwai 5 (P) | Tokyo Stadium, Tokio Sędzia: Hollie Davidson |
| 29 lipca 20219:00 | Żółte kartki: · 3' Horta               | 12:5(7:5) |             | Tokyo Stadium, Tokio Sędzia: Hollie Davidson |

| 29 lipca 202116:30 | Kanada                         | 12:26(0:21) | Fidżi                                           | Tokyo Stadium, Tokio Sędzia: Sara Cox |
| 29 lipca 202116:30 | Landry 7 (P pd) Moleschi 5 (P) | 12:26(0:21) | Riwai 11 (P 3pd) Ulunisau 10 (2P) Naimasi 5 (P) | Tokyo Stadium, Tokio Sędzia: Sara Cox |

| 30 lipca 202109:00 | Fidżi                                                                                  | 41:5(19:5) | Brazylia    | Tokyo Stadium, Tokio Sędzia: Selica Winiata |
| 30 lipca 202109:00 | Ulunisau 20 (4P) Nakoci 5 (P) Naimasi 5 (P) Likuceva 5 (P) Cavuru 4 (2pd) Riwai 2 (pd) | 41:5(19:5) | Silva 5 (P) | Tokyo Stadium, Tokio Sędzia: Selica Winiata |
| 30 lipca 202109:00 | Żółte kartki: · 9' Silva                                                               | 41:5(19:5) |             | Tokyo Stadium, Tokio Sędzia: Selica Winiata |

Faza pucharowa
Ćwierćfinał
| 30 lipca 202118:30 | Fidżi                                    | 14:12(14:5) | Australia                               | Tokyo Stadium, Tokio Sędzia: Paulo Duarte |
| 30 lipca 202118:30 | Nakoci 5 (P) Naimasi 5 (P) Riwai 4 (2pd) | 14:12(14:5) | Nathan 5 (P) Caslick 5 (P) Hinds 2 (pd) | Tokyo Stadium, Tokio Sędzia: Paulo Duarte |
| 30 lipca 202118:30 | Żółte kartki: · 5' Solikoviti            | 14:12(14:5) |                                         | Tokyo Stadium, Tokio Sędzia: Paulo Duarte |

Półfinał
| 31 lipca 202111:00 | Nowa Zelandia                                                           | 22:17 (pd.)(5:7, 17:17) | Fidżi                                          | Tokyo Stadium, Tokio Sędzia: Amy Perrett |
| 31 lipca 202111:00 | Broughton 10 (2P) Woodman 5 (P) Stacey Fluhler 5 (P) Nathan-Wong 2 (pd) | 22:17 (pd.)(5:7, 17:17) | Solikoviti 10 (2P) Ulunisau 5 (P) Riwai 2 (pd) | Tokyo Stadium, Tokio Sędzia: Amy Perrett |

Mecz o brązowy medal
| 31 lipca 202117:30 | Fidżi                                       | 21:12(14:5) | Wielka Brytania           | Tokyo Stadium, Tokio Sędzia: Paulo Duarte |
| 31 lipca 202117:30 | Nakoci 10 (2P) Riwai 6 (3pd) Ulunisau 5 (P) | 21:12(14:5) | Jones 10 (2P) Hunt 2 (pd) | Tokyo Stadium, Tokio Sędzia: Paulo Duarte |

### Pływanie
Mężczyźni
| Zawodnik        | Konkurencja          | Eliminacje | Eliminacje | Półfinał | Półfinał | Finał | Finał   |
| Zawodnik        | Konkurencja          | Czas       | Miejsce    | Czas     | Miejsce  | Czas  | Miejsce |
| --------------- | -------------------- | ---------- | ---------- | -------- | -------- | ----- | ------- |
| Taichi Vakasama | 200 m st. klasycznym | 2:17,35    | 35.        | NQ       | NQ       | NQ    | NQ      |

Kobiety
| Zawodniczka   | Konkurencja       | Eliminacje | Eliminacje | Półfinał | Półfinał | Finał | Finał   |
| Zawodniczka   | Konkurencja       | Czas       | Miejsce    | Czas     | Miejsce  | Czas  | Miejsce |
| ------------- | ----------------- | ---------- | ---------- | -------- | -------- | ----- | ------- |
| Cheyenne Rova | 50 m st. dowolnym | 27,11      | 50.        | NQ       | NQ       | NQ    | NQ      |

### Tenis stołowy
| Zawodniczka | Konkurencja   | Eliminacje       | I runda          | II runda         | 1/16             | 1/8              | Ćwierćfinał      | Półfinał         | Finał/BM         | Finał/BM |
| Zawodniczka | Konkurencja   | Przeciwnik Wynik | Przeciwnik Wynik | Przeciwnik Wynik | Przeciwnik Wynik | Przeciwnik Wynik | Przeciwnik Wynik | Przeciwnik Wynik | Przeciwnik Wynik | Pozycja  |
| ----------- | ------------- | ---------------- | ---------------- | ---------------- | ---------------- | ---------------- | ---------------- | ---------------- | ---------------- | -------- |
| Sally Yee   | singel kobiet | Edghill P 1:4    | NQ               | NQ               | NQ               | NQ               | NQ               | NQ               | NQ               | NQ       |

### Żeglarstwo
| Zawodniczka   | Konkurencja            | Wyścig | Wyścig | Wyścig | Wyścig | Wyścig | Wyścig | Wyścig | Wyścig | Wyścig | Wyścig | Wyścig | Punkty | Finałowa pozycja |
| Zawodniczka   | Konkurencja            | 1      | 2      | 3      | 4      | 5      | 6      | 7      | 8      | 9      | 10     | M      | Punkty | Finałowa pozycja |
| ------------- | ---------------------- | ------ | ------ | ------ | ------ | ------ | ------ | ------ | ------ | ------ | ------ | ------ | ------ | ---------------- |
| Sophia Morgan | Laser Radial (kobiety) | 43     | 40     | 41     | 35     | 42     | 43     | 36     | 41     | 42     | 36     | NQ     | 356    | 42.              |